# 89 Herculis
89 Herculis (89 Her / HD 163506 / HR 6685) es una estrella en la constelación de Hércules de magnitud aparente +5,47. La medida directa de la paralaje sitúa a 89 Herculis a algo más de 3000 años luz del Sistema Solar, pero los errores inherentes a la propia medida hacen que este valor no sea fiable. Ligeramente variable, con una oscilación en su brillo de 0,2 magnitudes, recibe la denominación de variable V441 Herculis.
89 Herculis es una supergigante amarilla de tipo espectral F2Ibe con una luminosidad entre 7000 y 9000 veces superior a la del Sol. Es una fuente emisora de radiación infrarroja proveniente de una envoltura gaseosa que rodea a la estrella. Esta envoltura, compuesta fundamentalmente de hidrógeno pero rica en oxígeno, tiene su borde interior a 100 UA de la estrella, estando su borde exterior unas 100 veces más alejado. La estrella, con un radio 60 veces más grande que el radio solar, ha creado la envoltura por medio de un fuerte viento estelar y experimenta una continua pérdida de masa.
89 Herculis se encuentra en las fases finales de su evolución estelar. Representa una etapa posterior a las variables Mira, y está en curso de dejar al descubierto su núcleo desprendiéndose de sus capas exteriores para formar una protonebulosa planetaria. Es la única estrella de estas características observable a simple vista. La contracción posterior de dicho núcleo dará lugar a una enana blanca.